# Amerykanie pochodzenia rosyjskiego

Rozmieszczenie Amerykanów pochodzenia rosyjskiego według danych z 2019 roku

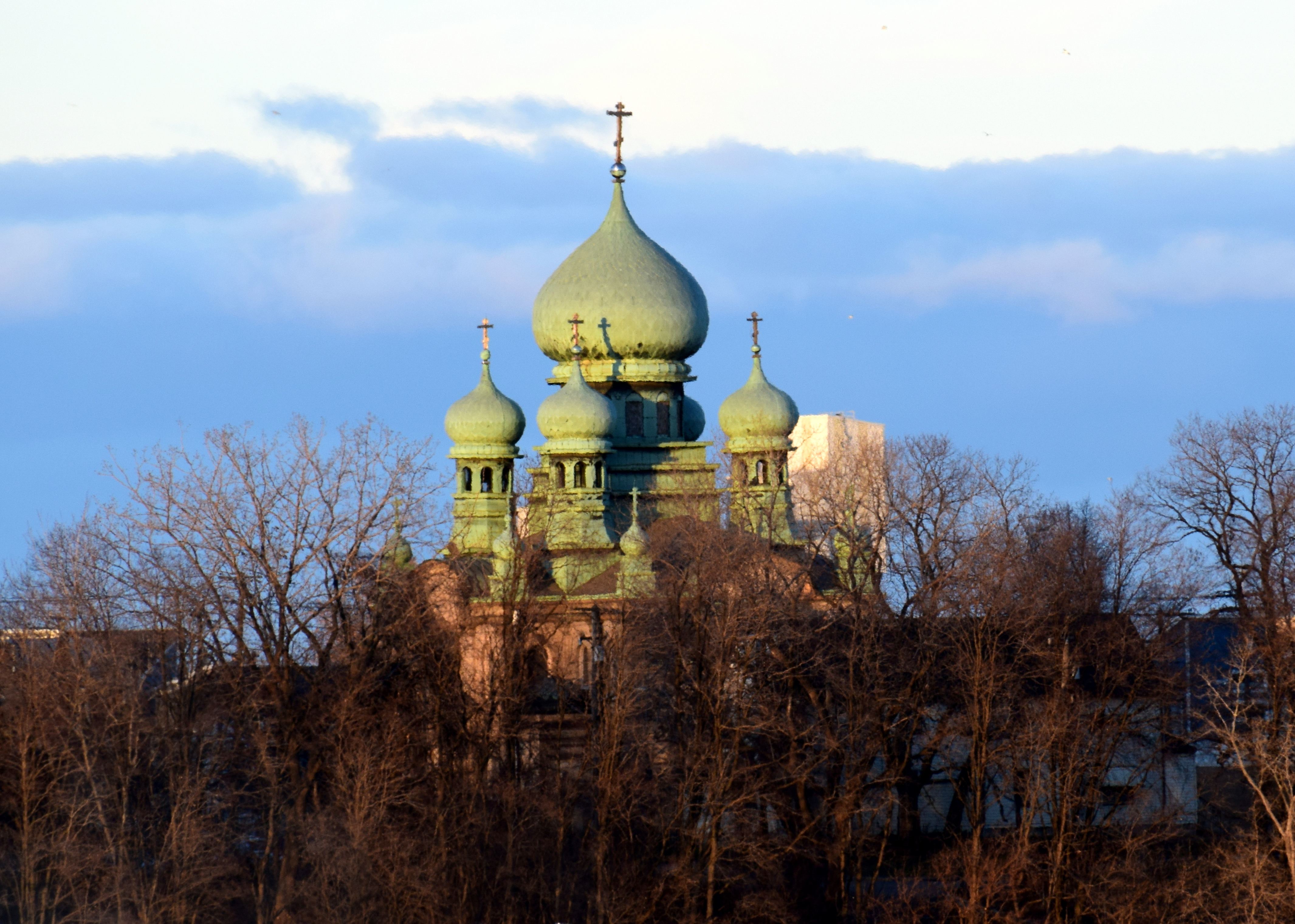
Sobór św. Teodozjusza w Cleveland

Amerykanie pochodzenia rosyjskiego – obywatele lub stali mieszkańcy Stanów Zjednoczonych posiadający przodków z terenu Rosji. Jest to pojęcie ogólne, gdyż może obejmować rosyjskich Żydów, Ukraińców, Ormian itp., którzy urodzili się i wychowali wewnątrz Imperium Rosyjskiego lub w Związku Radzieckim. Populacja Amerykanów rosyjskiego pochodzenia jest szacowana na około 3 miliony. Wielu tychże Amerykanów obecnie nie zna już języka rosyjskiego, gdyż większość z nich przybyła do USA więcej niż pięćdziesiąt lat temu.
Zgodnie z amerykańskim spisem powszechnym z 2000 roku, 706 242 Amerykanów wskazywało rosyjski jako ich język mówiony. Duże skupiska rosyjskich amerykanów występują w Anchorage na Alasce, w Bostonie, w Filadelfii, w Cleveland, w Chicago, w Nowym Jorku w dzielnicy Bronx i Brooklyn i wielu innych.